# Coppa del Mondo di rugby 1987
La Coppa del Mondo di rugby 1987 (in inglese 1987 Rugby World Cup) fu la 1ª edizione della Coppa del Mondo di rugby, massima competizione internazionale di rugby a 15 organizzata dall'International Rugby Football Board.
Si tenne in Australia e Nuova Zelanda dal 22 maggio al 20 giugno 1987 e fu vinta dalla Nuova Zelanda, che nella finale tenutasi ad Auckland batté la Francia per 29-9.
Il suo incontro inaugurale, che è anche il primo di una manifestazione ufficialmente organizzata dal più antico organismo mondiale della disciplina, fu tra le nazionali di Nuova Zelanda e Italia all'Eden Park di Auckland.
Completamente a inviti, con 9 delle 16 squadre partecipanti fuori dall'IRFB, vide alcune assenze e defezioni di rilievo: oltre al Sudafrica, sotto bando internazionale, anche l'Unione Sovietica, che pur invitata declinò per ragioni politiche.
L'evento, che attirò negli stadi poco meno di mezzo milione di spettatori, convinse comunque gli organizzatori a mettere in cantiere la seconda edizione quattro anni più tardi in Inghilterra.
Il valore delle marcature, come stabilito dall’IRFB nel 1977, era: 4 punti per ciascuna meta (6 se trasformata), 3 punti per la realizzazione di ciascun calcio piazzato, idem per il drop.

## Storia

John Kirwan e Craig Green (qui a Treviso), recordmen di mete del torneo (6)

L'idea di una competizione per decidere a intervalli regolari quale fosse la miglior nazione rugbistica del mondo nacque all'inizio degli anni ottanta del XX secolo; a spingere per la sua realizzazione furono soprattutto le federazioni di Australia e Nuova Zelanda di fronte al proposito dell'impresario sportivo australiano David Lord di costituire una lega professionistica da vendere al miglior offerente televisivo; la questione fu posta all'International Rugby Football Board ma i rappresentanti di Irlanda e Scozia opposero un fermo rifiuto, temendo — in retrospettiva a ragione — che una competizione assimilabile a un campionato del mondo avrebbe aperto la porta al professionismo, rendendo quindi vana la loro difesa dello spirito dilettantistico del rugby a 15.
Possibilisti sulla nascita della competizione erano altresì le altre tre federazioni dell'allora Cinque Nazioni, Francia, Galles e Inghilterra; determinante fu il parere favorevole del South African Rugby Board, la federazione "bianca" all'epoca al governo del rugby in Sudafrica, che diede ai proponenti la maggioranza del 75% necessaria a far passare il progetto di Coppa del Mondo che così, il 21 marzo 1985, fu ufficialmente varato a Parigi.

Localizzazione dei Paesi invitati alla Coppa del Mondo 1987

In ragione del poco tempo a disposizione, si decise di procedere alla partecipazione per inviti: sette delle otto nazionali dell'International Rugby Football Board furono automaticamente ammesse, mentre il Sudafrica, sotto bando internazionale per via dell'apartheid, non fu invitato.
Le altre 9 nazionali furono quelle di maggior rilievo tra le associate alla FIRA, l'organizzazione alternativa all'IRFB: tra di esse Italia, Argentina, Romania, Zimbabwe, Figi, Stati Uniti e Canada; tra le defezioni illustri figura l'Unione Sovietica, una delle invitate della prima ora e considerata all'epoca tra le più promettenti squadre emergenti e la più seria sfidante continentale delle quattro nazioni britanniche e della Francia: su ordine del governo, la Federazione sovietica declinò l'offerta con la motivazione ufficiale che, pur essendo il Sudafrica bandito dalla competizione, esso ancora era presente nell'IRFB.
Il 22 maggio 1987, ad Auckland, prese il via la Coppa del Mondo e, con esso, il primo incontro ufficiale di un torneo dell'IRFB.
Ad aprire la storia della competizione furono Nuova Zelanda e Italia e, come da pronostico, gli All Blacks ebbero la meglio, vincendo 70-6.
In sé, il torneo non riservò sorprese perché tutte le squadre dell'IRFB passarono ai quarti di finale (anche se l'Inghilterra, seconda nel girone, reclamò per una meta irregolare dell'Australia nello scontro diretto che la dirottò al secondo posto), l'unica squadra FIRA essendo tra le prime otto quella di Figi che ebbe la meglio sull'Italia, giunta a pari punti nel girone, per una meta di differenza in classifica.
Relativamente a sorpresa fu, invece, la sconfitta interna dell'Australia in semifinale a opera della Francia che quindi portò l'Europa in finale contro gli All Blacks.
La gara decisiva per il titolo vide la squadra di casa battere ad Auckland i francesi per 29-9 e assicurarsi così il primo titolo mondiale della storia.
Anche a livello individuale i neozelandesi dominarono le statistiche: gli "italiani" (all'epoca giocavano nel Benetton) John Kirwan e Craig Green furono i migliori realizzatori di mete, mentre il loro compagno di squadra Grant Fox realizzò il record di punti.
La Coppa, che raccolse un pubblico televisivo di circa 300 milioni di spettatori, servì anche da qualificazione a quella successiva, all'epoca già prevista e informalmente assegnata all'Inghilterra, in quanto le otto quartifinaliste furono ammesse direttamente all'edizione del 1991.

## Squadre partecipanti
| Africa     | Americhe                           | Asia       | Europa                                                                 | Oceania                                    |
| ---------- | ---------------------------------- | ---------- | ---------------------------------------------------------------------- | ------------------------------------------ |
| - Zimbabwe | - Argentina - Canada - Stati Uniti | - Giappone | - Francia - Galles - Inghilterra - Italia - Irlanda - Romania - Scozia | - Australia - Figi - Nuova Zelanda - Tonga |

## Impianti
| Città            | Impianto                      | Capacità | Incontri |
| ---------------- | ----------------------------- | -------- | -------- |
| Auckland         | Eden Park                     | 48 000   | 5        |
| Brisbane         | Ballymore Stadium             | 24 000   | 5        |
| Christchurch     | Lancaster Park                | 36 500   | 4        |
| Dunedin          | Carisbrook                    | 35 000   | 3        |
| Hamilton         | Rugby Park                    | 30 000   | 1        |
| Invercargill     | Rugby Park Stadium            | 30 000   | 1        |
| Napier           | McLean Park                   | 30 000   | 1        |
| Palmerston North | Showgrounds Oval              | 20 000   | 1        |
| Rotorua          | Rotorua International Stadium | 26 000   | 1        |
| Sydney           | Concord Oval                  | 20 000   | 6        |
| Wellington       | Athletic Park                 | 39 000   | 4        |

## Formula
Le 16 squadre furono ripartite in 4 gironi da 4 squadre ciascuna che si affrontarono con il metodo del girone all'italiana.
Il punteggio assegnato fu quello classico di 2 punti per la vittoria, 1 ciascuno per il pareggio e zero per la sconfitta.
A qualificarsi per i quarti di finale furono le due squadre meglio classificate di ogni girone.
In caso di parità di punti prevalse la squadra con il maggior numero di mete segnate, criterio preferito a quello della differenza punti marcati/subiti.
Tale sistema fu decisivo per dirimere la situazione nel girone C, l'unico in cui più squadre si contesero a pari punti un posto utile alla qualificazione: Figi ebbe la meglio su Italia e Argentina per via delle 6 mete marcate rispetto alle 5 degli Azzurri e alle 4 dei Pumas.
Nei quarti di finale le prime classificate dei gironi A e B incontrarono le seconde dell'altro girone; stesso incrocio vi fu per le qualificate dei gironi C e D.
Le vincenti si incontrarono in semifinale, le cui gare furono disputate nelle due sedi australiane; fu prevista la finale per il terzo posto tra le due sconfitte in semifinale.
Le due finali si tennero in Nuova Zelanda: all'Eden Park di Auckland quella per il titolo, mentre quella del terzo posto fu prevista all'International Stadium di Rotorua.

## Gironi
| Girone A                                           | Girone B                            | Girone C                                    | Girone D                                |
| -------------------------------------------------- | ----------------------------------- | ------------------------------------------- | --------------------------------------- |
| - Australia - Giappone - Inghilterra - Stati Uniti | - Galles - Canada - Irlanda - Tonga | - Argentina - Figi - Italia - Nuova Zelanda | - Francia - Romania - Scozia - Zimbabwe |

## Fase a gironi

### Girone A
| Data      | Incontro                  | Risultato | Sede     |
| --------- | ------------------------- | --------- | -------- |
| 23-5-1987 | Australia — Inghilterra   | 19-6      | Sydney   |
| 24-5-1987 | Giappone — Stati Uniti    | 18-21     | Brisbane |
| 30-5-1987 | Inghilterra — Giappone    | 60-7      | Sydney   |
| 31-5-1987 | Australia — Stati Uniti   | 47-12     | Brisbane |
| 3-6-1987  | Inghilterra — Stati Uniti | 34-6      | Sydney   |
| 3-6-1987  | Australia — Giappone      | 42-23     | Sydney   |

#### Classifica
| Pos | Squadra     | G | V | N | P | PF  | PS  | P±  | PT |
| --- | ----------- | - | - | - | - | --- | --- | --- | -- |
| A1  | Australia   | 3 | 3 | 0 | 0 | 108 | 41  | 67  | 6  |
| A2  | Inghilterra | 3 | 2 | 0 | 1 | 100 | 32  | 68  | 4  |
| A3  | Stati Uniti | 3 | 1 | 0 | 2 | 39  | 99  | −60 | 2  |
| A4  | Giappone    | 3 | 0 | 0 | 3 | 48  | 123 | −75 | 0  |

### Girone B
| Data      | Incontro         | Risultato | Sede             |
| --------- | ---------------- | --------- | ---------------- |
| 24-5-1987 | Canada — Tonga   | 37-4      | Napier           |
| 25-5-1987 | Irlanda — Galles | 6-13      | Wellington       |
| 29-5-1987 | Tonga — Galles   | 16-29     | Palmerston North |
| 30-5-1987 | Canada — Irlanda | 19-46     | Dunedin          |
| 3-6-1987  | Irlanda — Tonga  | 32-9      | Brisbane         |
| 3-6-1987  | Canada — Galles  | 9-40      | Invercargill     |

#### Classifica
| Pos | Squadra | G | V | N | P | PF | PS | P±  | PT |
| --- | ------- | - | - | - | - | -- | -- | --- | -- |
| B1  | Galles  | 3 | 3 | 0 | 0 | 82 | 31 | 51  | 6  |
| B2  | Irlanda | 3 | 2 | 0 | 1 | 84 | 41 | 43  | 4  |
| B3  | Canada  | 3 | 1 | 0 | 2 | 65 | 90 | −25 | 2  |
| B4  | Tonga   | 3 | 0 | 0 | 3 | 29 | 98 | −69 | 0  |

### Girone C
| Data      | Incontro                  | Risultato | Sede         |
| --------- | ------------------------- | --------- | ------------ |
| 22-5-1987 | Nuova Zelanda — Italia    | 70-6      | Auckland     |
| 24-5-1987 | Argentina — Figi          | 9-28      | Hamilton     |
| 27-5-1987 | Nuova Zelanda — Figi      | 74-13     | Christchurch |
| 28-5-1987 | Argentina — Italia        | 25-16     | Christchurch |
| 31-5-1987 | Figi — Italia             | 15-18     | Dunedin      |
| 1-6-1987  | Nuova Zelanda — Argentina | 46-15     | Wellington   |

#### Classifica
| Pos | Squadra       | G | V | N | P | PF  | PS  | P±  | PT |
| --- | ------------- | - | - | - | - | --- | --- | --- | -- |
| C1  | Nuova Zelanda | 3 | 3 | 0 | 0 | 190 | 34  | 156 | 6  |
| C2  | Figi          | 3 | 1 | 0 | 2 | 56  | 101 | −45 | 2  |
| C3  | Italia        | 3 | 1 | 0 | 2 | 40  | 110 | −70 | 2  |
| C4  | Argentina     | 3 | 1 | 0 | 2 | 49  | 90  | −41 | 2  |

### Girone D
| Data      | Incontro           | Risultato | Sede         |
| --------- | ------------------ | --------- | ------------ |
| 23-5-1987 | Romania — Zimbabwe | 21-20     | Auckland     |
| 23-5-1987 | Francia — Scozia   | 20-20     | Christchurch |
| 28-5-1987 | Francia — Romania  | 55-12     | Wellington   |
| 30-5-1987 | Scozia — Zimbabwe  | 60-21     | Wellington   |
| 2-6-1987  | Romania — Scozia   | 28-55     | Dunedin      |
| 2-6-1987  | Francia — Zimbabwe | 70-12     | Auckland     |

#### Classifica
| Pos | Squadra  | G | V | N | P | PF  | PS  | P±  | PT |
| --- | -------- | - | - | - | - | --- | --- | --- | -- |
| D1  | Francia  | 3 | 2 | 1 | 0 | 145 | 44  | 101 | 5  |
| D2  | Scozia   | 3 | 2 | 1 | 0 | 135 | 69  | 66  | 5  |
| D3  | Romania  | 3 | 1 | 0 | 2 | 61  | 130 | −69 | 2  |
| D4  | Zimbabwe | 3 | 0 | 0 | 3 | 53  | 151 | −98 | 0  |

## Play-off
|  | Quarti di finale | Quarti di finale | Quarti di finale |         |               | Semifinali    | Semifinali | Semifinali |        |                 | Finale          | Finale          | Finale |  |
|  |                  |                  |                  |         |               |               |            |            |        |                 |                 |                 |        |  |
|  | C1               | Nuova Zelanda    | 30               |         |               |               |            |            |        |                 |                 |                 |        |  |
|  | C1               | Nuova Zelanda    | 30               |         |               |               |            |            |        |                 |                 |                 |        |  |
|  | D2               | Scozia           | 3                |         |               |               |            |            |        |                 |                 |                 |        |  |
|  | D2               | Scozia           | 3                |         | Nuova Zelanda | Nuova Zelanda | 49         |            |        |                 |                 |                 |        |  |
|  |                  |                  |                  |         | Nuova Zelanda | Nuova Zelanda | 49         |            |        |                 |                 |                 |        |  |
|  |                  |                  | Galles           | Galles  | 6             |               |            |            |        |                 |                 |                 |        |  |
|  | A2               | Inghilterra      | Galles           | Galles  | 6             | 3             |            |            |        |                 |                 |                 |        |  |
|  | A2               | Inghilterra      |                  |         |               |               |            |            |        |                 |                 |                 |        |  |
|  | B1               | Galles           | 16               |         |               |               |            |            |        |                 |                 |                 |        |  |
|  | B1               | Galles           | 16               |         | Nuova Zelanda | Nuova Zelanda | 29         |            |        |                 |                 |                 |        |  |
|  |                  |                  |                  |         |               |               |            |            |        |                 |                 |                 |        |  |
|  |                  |                  | Francia          | Francia | 9             |               |            |            |        |                 |                 |                 |        |  |
|  | A1               | Australia        | Francia          | Francia | 9             | 33            |            |            |        |                 |                 |                 |        |  |
|  | A1               | Australia        |                  |         |               | 33            |            |            |        |                 |                 |                 |        |  |
|  | B2               | Irlanda          | 15               |         |               |               |            |            |        |                 |                 |                 |        |  |
|  | B2               | Irlanda          | 15               |         | Australia     | Australia     | 24         |            |        | Finale 3º posto | Finale 3º posto | Finale 3º posto |        |  |
|  |                  |                  |                  |         | Australia     | Australia     | 24         |            |        |                 |                 |                 |        |  |
|  |                  |                  | Francia          | Francia | 30            |               |            |            |        |                 |                 |                 |        |  |
|  | C2               | Figi             | Francia          | Francia | 30            | 14            |            |            | Galles | Galles          | 22              |                 |        |  |
|  | C2               | Figi             |                  |         |               |               |            |            | Galles | Galles          | 22              |                 |        |  |
|  | D1               | Francia          | 31               |         |               | Australia     | Australia  | 21         |        |                 |                 |                 |        |  |

### Quarti di finale
| Arbitro: | David Burnett |

|                                  |      |                 |
| A. Whetton 50’ Gallagher 69’     | mt   |                 |
| Fox 50’, 69’                     | tr   |                 |
| Fox 19’, 25’, 36’, 56’, 58’, 64’ | c.p. | 28’ G. Hastings |

| Arbitro: | Brian Anderson |

|                                               |      |                          |
| McIntyre 14’ B. Smith 17’ M.P. Burke 22’, 63’ | mt   | 69’ MacNeill 80’ Kiernan |
| Lynagh 14’, 17’, 22’, 63’                     | tr   | 69’, 80’ Kiernan         |
| Lynagh 2’, 8’, 50’                            | c.p. | 57’ Kiernan              |

| Arbitro: | Clive Norling |

|                     |      |                                              |
| Qoro 15’ Damu 78’   | mt   | 20’ Lorieux 30’, 40’ Rodriguez 76’ Lagisquet |
| Koroduadua 78’      | tr   | 20’, 30’, 76’ Laporte                        |
| Koroduadua 38’, 64’ | c.p. | 9’, 17’ Laporte                              |
|                     | drop | 80’ Laporte                                  |

| Arbitro: | René Hourquet |

|          |      |                                          |
|          | mt   | 23’ G. Roberts 45’ R. Jones 80’ Devereux |
|          | tr   | 23’, 80’ Thorburn                        |
| Webb 73’ | c.p. |                                          |

### Semifinali
| Arbitro: | Brian Anderson |

|                       |      |                                                |
| Campese 48’ Codey 64’ | mt   | 40’ Lorieux 44’ Sella 54’ Lagisquet 80’ Blanco |
| Lynagh 48’, 64’       | tr   | 40’, 44’, 54’, 80’ D. Camberabero              |
| Lynagh 7’, 29’, 76’   | c.p. | 59’, 79’ D. Camberabero                        |
| Lynagh 4’             | drop |                                                |

| Arbitro: | Kerry Fitzgerald |

|                                                                                        |      |              |
| Shelford 3’, 73’ Drake 7’ Kirwan 22’, 26’ A. Whetton 58’ Stanley 62’ Brooke-Cowden 68’ | mt   | 52’ Devereux |
| Fox 3’, 7’, 22’, 26’, 58’, 62’, 73’                                                    | tr   | 52’ Thorburn |
| Fox 35’                                                                                | c.p. |              |

### Finale per il 3º posto
| Arbitro: | Fred Howard |

|                          |      |                                        |
| M.P. Burke 31’ Grigg 39’ | mt   | 29’ G. Roberts 40’ Moriarty 80’ Hadley |
| Lynagh 31’, 39’          | tr   | 40’, 80’ Thorburn                      |
| Lynagh 12’, 46’          | c.p. | 5’, 43’ Thorburn                       |
| Lynagh 54’               | drop |                                        |

### Finale
| Arbitro: | Kerry Fitzgerald |

| |            | |
| M. Jones 17’ Kirk 63’ Kirwan 66’                                                                                            | mt         | 78’ Berbizier |
| Fox 17’ | tr         | 78’ D. Camberabero |
| Fox 46’, 56’, 69’, 75’ | c.p.       | 44’ D. Camberabero |
| Fox 14’ | drop       | |
| Gallagher Kirwan Stanley Taylor Green Fox Kirk McDowall S. Fitzpatrick Drake Pierce G. Whetton A. Whetton M. Jones Shelford | Formazioni | Blanco D. Camberabero Sella Charvet Lagisquet Mesnel Berbizier Ondarts Dubroca Garuet-Lempirou Lorieux Condom Champ Erbani Rodriguez |
| Brian Lochore | Allenatori | Jacques Fouroux |

## Statistiche
La Nuova Zelanda dominò quasi totalmente le statistiche del torneo: oltre a vantare i migliori realizzatori di punti (Grant Fox, 126) e di mete (Craig Green e John Kirwan, 6 ciascuna), vinse tutti gli incontri disputati in corso di torneo e primeggiò nella classifica dei punti segnati con 298 (in quella dei punti subiti, invece, la migliore squadra fu l'Inghilterra, 48 contro i 49 degli All Blacks), in quella della differenza punti segnati/subìti con 249, e in quella delle mete con 43 (più di 7 di media a incontro).
L'affluenza totale fu di 448 318 spettatori e il record del torneo è di 48 035 spettatori raggiunto all'Eden Park di Auckland in occasione della finale finta dalla Nuova Zelanda sulla Francia.